# Russówek
Russówek – wieś w Polsce, położona w województwie wielkopolskim, w powiecie kaliskim, w gminie Żelazków.
| SIMC    | Nazwa    | Rodzaj    |
| ------- | -------- | --------- |
| 1006364 | Adamówek | część wsi |

Dawniej miejscowość nosiła nazwę Kolonia Russew, następnie Kolonia Russów. W roku 1931 liczył według map WIGu 13 domów. W latach 1975–1998 miejscowość administracyjnie należała do województwa kaliskiego.